# Football Club Infonet Levadia 2024
Questa voce raccoglie le informazioni riguardanti il Football Club Infonet Levadia Tallinn nelle competizioni ufficiali della stagione 2024.

## Stagione
- In campionato il Levadia Tallinn termina al primo posto (87 punti), davanti al Kalju Nõmme (72) e al Paide (72) e vince per l'11ª volta la Meistriliiga.
- In coppa nazionale perde in finale contro il Kalju Nõmme (3-3 e poi 4-1 ai rigori).
- In Conference League supera il primo turno battendo i lituani dello Šiauliai (2-0 complessivo), poi viene eliminato al secondo turno dai croati dell'Osijek (1-6 complessivo).

## Maglie e sponsor
La divisa casalinga era composta da una maglia verde smeraldo con inserti bianchi, pantaloncini bianchi con inserti verdi e calzettoni verdi con inserti bianchi. Quella da trasferta era invece composta da una maglia bianca con colletto e inserti verdi, pantaloncini verdi con inserti bianchi e calzettoni bianchi con inserti verdi.
| Casa | Trasferta |

## Rosa
| N. |                      | Ruolo | Calciatore                |
| -- | -------------------- | ----- | ------------------------- |
| 1  | Estonia (bandiera)   | P     | Oliver Ani                |
| 2  | Danimarca (bandiera) | D     | Michael Skjønning-Larsen  |
| 3  | Brasile (bandiera)   | D     | Heitor                    |
| 5  | Estonia (bandiera)   | C     | Mark Oliver Roosnupp      |
| 6  | Estonia (bandiera)   | C     | Rasmus Peetson (capitano) |
| 7  | Estonia (bandiera)   | D     | Edgar Tur                 |
| 8  | Guinea (bandiera)    | D     | Moustapha Bah             |
| 9  | Brasile (bandiera)   | A     | Felipe Felício            |
| 10 | Estonia (bandiera)   | A     | Ioan Yakovlev             |
| 11 | Estonia (bandiera)   | C     | Mihkel Ainsalu            |
| 15 | Slovenia (bandiera)  | C     | Til Mavretič              |
| 17 | Estonia (bandiera)   | A     | Robert Kirss              |
| 18 | Brasile (bandiera)   | C     | Alexandre                 |

| N. |                        | Ruolo | Calciatore            |
| -- | ---------------------- | ----- | --------------------- |
| 19 | Paesi Bassi (bandiera) | C     | Richie Musaba         |
| 20 | Nigeria (bandiera)     | A     | Ahmad Gero            |
| 23 | Estonia (bandiera)     | A     | Frank Liivak          |
| 24 | Russia (bandiera)      | C     | Aleksandr Zakarljuka  |
| 25 | Estonia (bandiera)     | D     | Ken Kallaste          |
| 26 | Mali (bandiera)        | D     | Bourama Fomba         |
| 29 | Estonia (bandiera)     | C     | Nikita Vassiljev      |
| 30 | Estonia (bandiera)     | C     | Brent Lepistu         |
| 36 | Brasile (bandiera)     | C     | João Pedro            |
| 41 | Russia (bandiera)      | C     | Maksimilian Skvortsov |
| 45 | Estonia (bandiera)     | D     | Henri Järvelaid       |
| 97 | Ucraina (bandiera)     | A     | Illya Markovskyi      |
| 99 | Estonia (bandiera)     | P     | Karl Andre Vallner    |